# Pomnik Ławki Szkolnej
Pomnik Ławki Szkolnej – pomnik przy ulicy Wybrzeże Kościuszkowskie 35 w Warszawie.

## Opis
19 listopada 2010, w 105. rocznicę powstania Związku Nauczycielstwa Polskiego (ZNP), przed siedzibą związku prezydent Warszawy Hanna Gronkiewicz-Waltz, premier Rzeczypospolitej Polskiej Donald Tusk i prezes ZNP Sławomir Broniarz dokonali uroczystego odsłonięcia pomnika. W uroczystości wzięli udział m.in.: wicepremier Waldemar Pawlak, przewodniczący OPZZ Jan Guz, przewodniczący Sojuszu Lewicy Demokratycznej Grzegorz Napieralski.
Ławka Szkolna wykonana jest z brązu, na pulpicie znajdują się: książki przewiązane tasiemką, otwarty zeszyt, liczydło szkolne oraz kałamarz w otworze wyciętym w blacie ławki. Autorem rzeźby wykonanej w brązie jest Wojciech Gryniewicz. Pomnik jest repliką ławki z 1905, a jej oryginał znajduje się w Muzeum ZNP w Pilaszkowie.

## Galeria

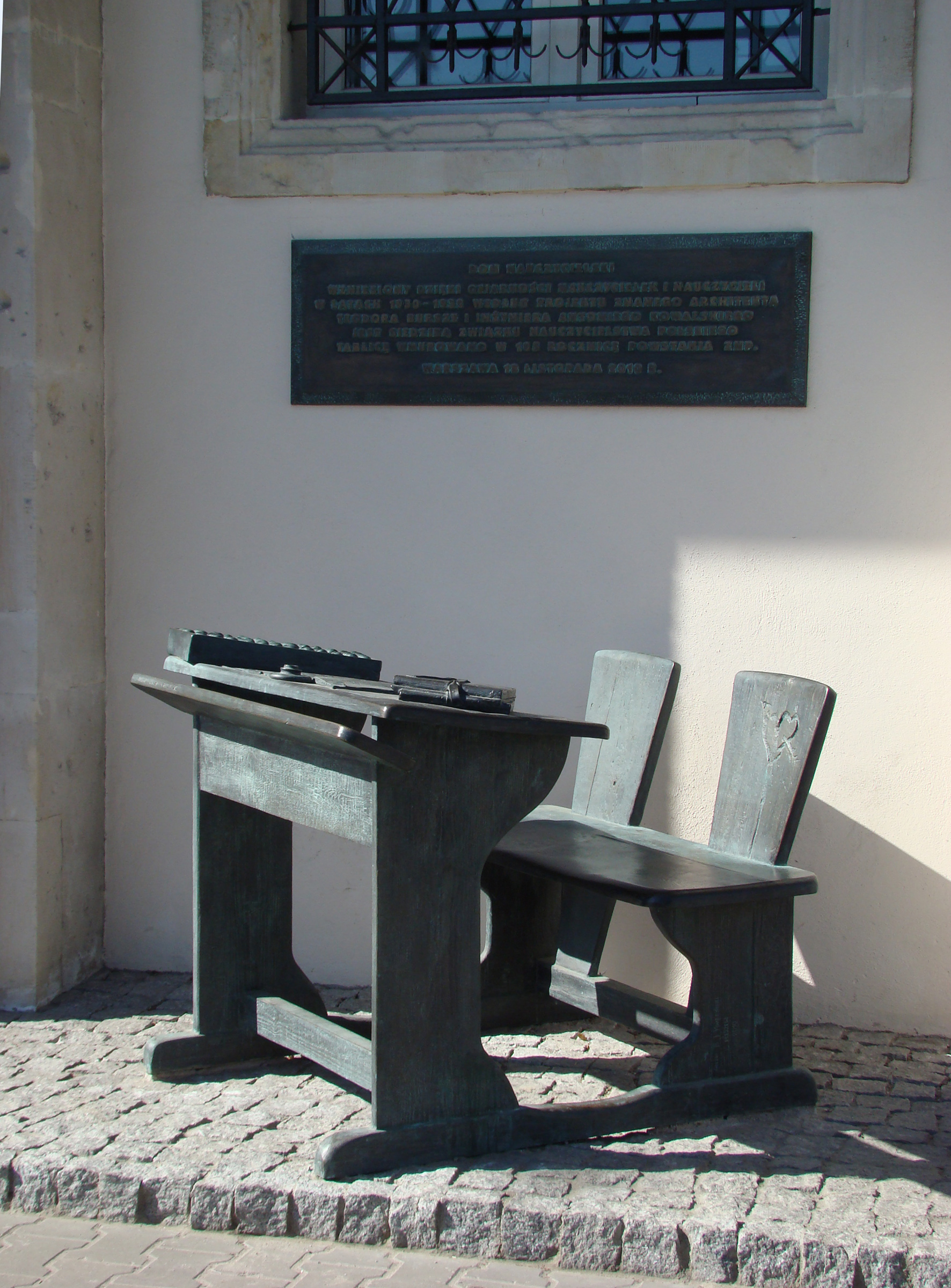
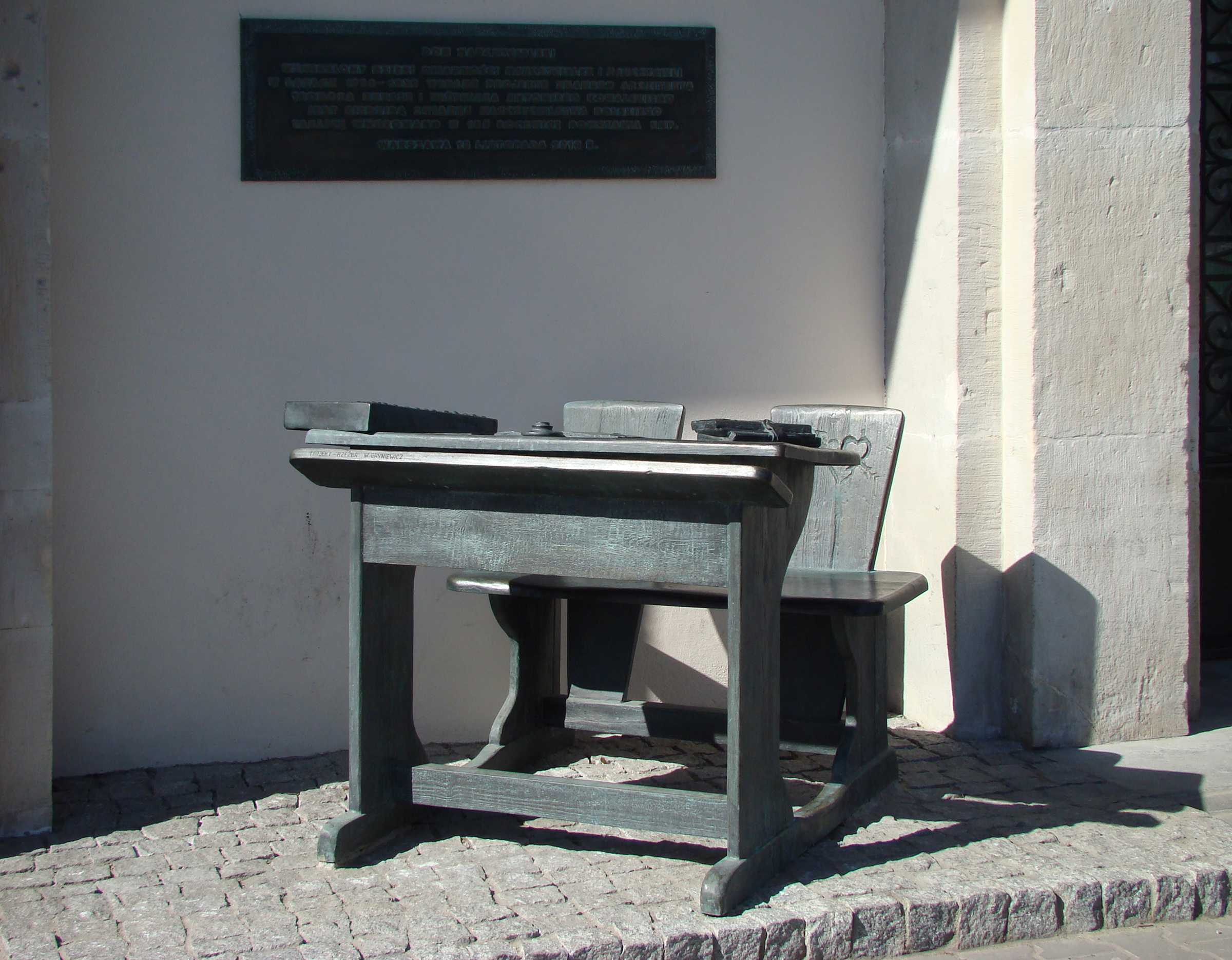
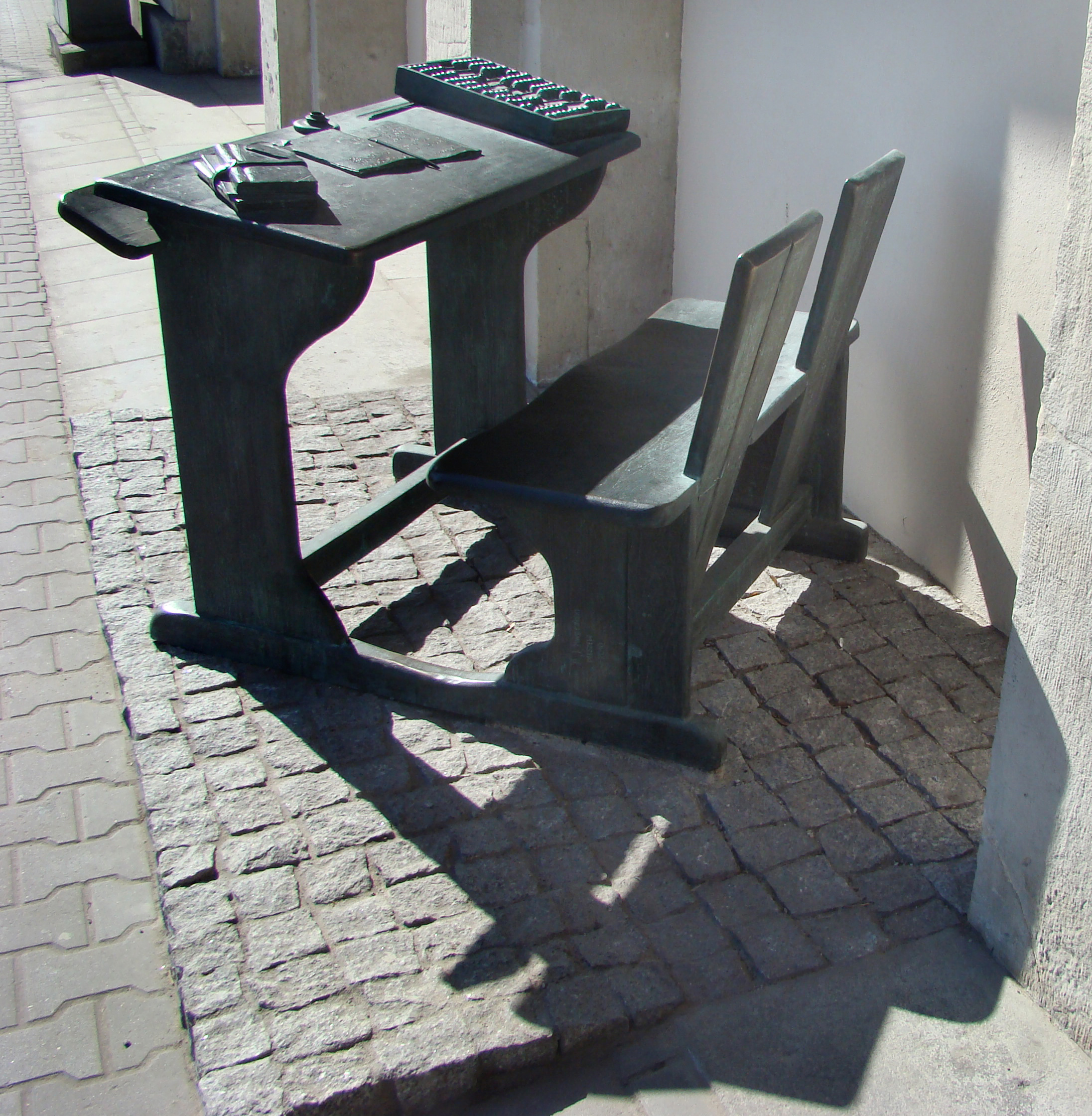
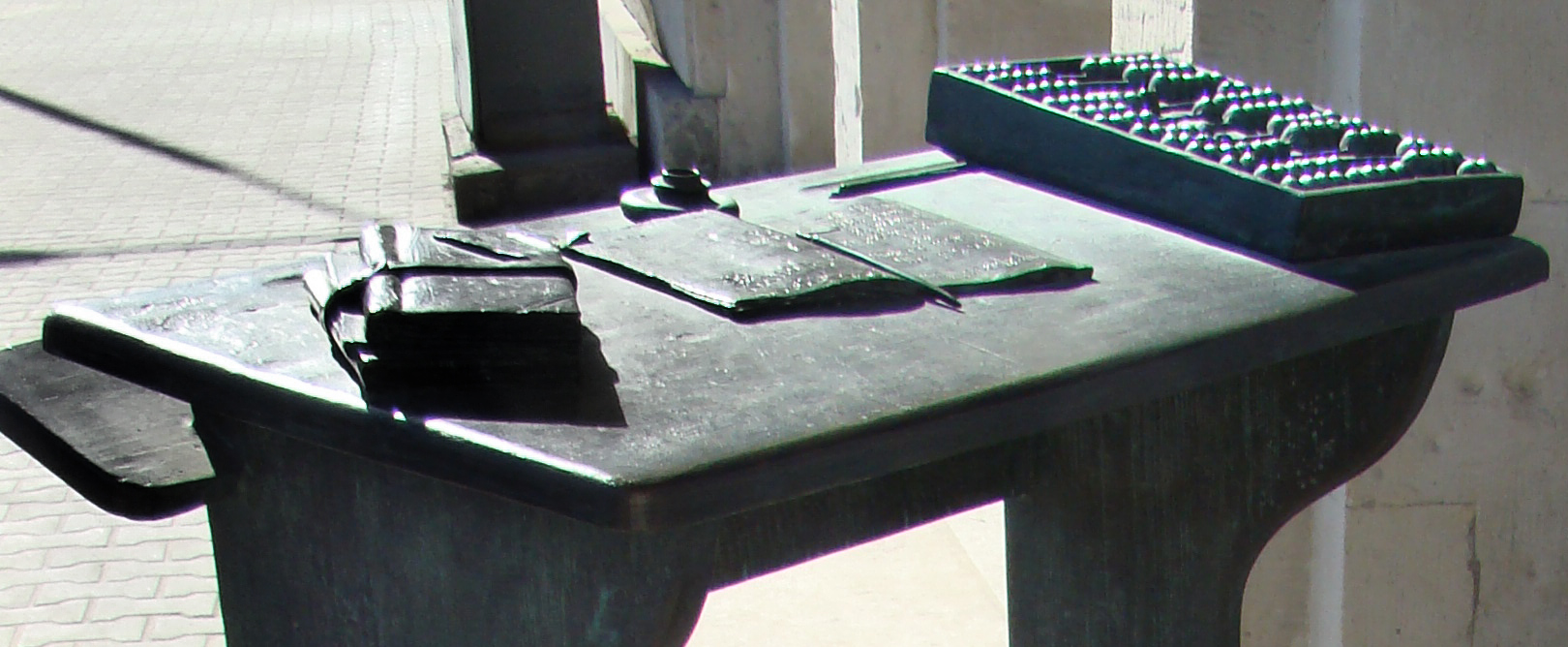